# Radek Petr
Radek Petr (Vítkovice, 24 febbraio 1987) è un calciatore ceco, portiere nel Hanácká.

## Carriera

### Club
È stato ingaggiato dal Parma nell'estate 2007 per ricoprire il ruolo di terzo portiere.
L'8 agosto 2008 la società ducale ne ha ufficializzato il passaggio in prestito alla Pro Patria, squadra di Prima Divisione Pro. Nel gennaio del 2009, dopo sole due partite giocate in campionato ed una in coppa, torna a Parma per essere subito ceduto, ancora a titolo temporaneo, al K.A.S. Eupen, squadra di Seconda divisione belga.
Con un brillante girone di ritorno giocato da titolare, Radek convince la dirigenza della squadra belga a chiedere e ottenere anche per l'anno successivo il prestito del giocatore dal Parma. La stagione successiva la compagine belga fa valere il diritto di riscatto, diventando proprietaria dell'intero cartellino del portiere ceco.

### Nazionale
Nel 2007 ha disputato il Campionato mondiale di calcio Under-20, raggiungendo la finale ed ottenendo il riconoscimento di miglior portiere della manifestazione.

## Statistiche

### Cronologia presenze e reti con i club
Statistiche aggiornate al 2010.
| Stagione | Squadra                     | Campionato | Campionato | Campionato | Coppe nazionali | Coppe nazionali | Coppe nazionali | Coppe europee | Coppe europee | Coppe europee | Altre coppe | Altre coppe | Altre coppe | Totale | Totale |
| Stagione | Squadra                     | Comp       | Pres       | Reti       | Comp            | Pres            | Reti            | Comp          | Pres          | Reti          | Comp        | Pres        | Reti        | Pres   | Reti   |
| -------- | --------------------------- | ---------- | ---------- | ---------- | --------------- | --------------- | --------------- | ------------- | ------------- | ------------- | ----------- | ----------- | ----------- | ------ | ------ |
| 2006/07  | Football Club Baník Ostrava | A          | 0          | 0          | CC              | 0               | 0               | -             | -             | -             | -           | -           | -           | 0      | 0      |
| 2006/07  | Banik Ostrava B             | 3L         | 8          | -8         | CC              | -               | -               | -             | -             | -             | -           | -           | -           | 8      | -8     |
| 2006/07  | FK Mutěnice                 | 3L         | 11         | -9         | CC              | -               | -               | -             | -             | -             | -           | -           | -           | 11     | -9     |
| 2007/08  | Parma                       | A          | 0          | 0          | CI              | 0               | 0               | -             | -             | -             | -           | -           | -           | 0      | 0      |
| 2008/09  | Pro Patria                  | PD         | 2          | 0          | CI-LP           | 3               | -3              | -             | -             | -             | -           | -           | -           | 5      | -3     |
| 2008/09  | K.A.S. Eupen                | TK         | 15         | -20        | CB              | -               | -               | -             | -             | -             | -           | -           | -           | 15     | -20    |
| 2009/10  | K.A.S. Eupen                | TK         | 25         | -25        | CB              | 1               | -2              | -             | -             | -             | -           | -           | -           | 26     | -27    |
| Totale   | Totale                      | Totale     | 61         | -62        |                 | 4               | -5              | -             | -             | -             | -           | -           | -           | 65     | -67    |

## Palmarès

### Club

#### Competizioni nazionali
- Campionato bulgaro: 1

Ludogorec: 2011-2012
- Coppa di Bulgaria: 1

Ludogorec: 2011-2012